# Juan Manuel Ontaneda
Juan Manuel Ontaneda Vallejo, (Piura, 1855 - Lima,  25 de septiembre de 1922) fue un marino peruano. Fue ministro de Guerra y Marina (1908-1909) y ministro de Marina (1919-1921) durante el gobierno de Augusto B. Leguía. Fue el primer titular del ministerio de Marina, ya como una entidad separada del ministerio de Guerra.

## Biografía
Hijo del doctor Manuel Ontaneda y Carolina Vallejo. Estudió en el Seminario de Santo Toribio de 1867 a 1869.
En 1872 ingresó a la Escuela Naval, egresando en 1875 como guardiamarina. Durante la guerra con Chile sirvió a bordo de la corbeta Unión hasta junio de 1880, cuando se presentó como voluntario para integrar el cuerpo de torpedistas que preparaban la defensa del Callao. De 1881 a 1882 sirvió en el Ejército del Norte.
De 1892 a 1902 fue profesor y luego director de la Escuela Naval. De 1903 a 1904 exploró la región del río Madre de Dios. En 1906 fue nombrado jefe de la expedición militar que acudió a defender la región del río Heath, invadida por tropas bolivianas.
Fue el primer comandante del crucero Coronel Bolognesi, adquirido en el primer  gobierno de José Pardo, haciendo el viaje que lo trasladó de Inglaterra al Callao (1907).
El 28 de septiembre de 1908 juró como ministro de Guerra y Marina del flamante gobierno de Augusto B. Leguía, integrando el gabinete ministerial presidido por Eulogio Romero Salcedo. Renunció el 26 de abril de 1909. Ello ocurrió luego de que se produjera un incidente en el Callao provocado por el capitán del puerto y comandante de milicias, Pedro Garezon, quien quiso obligar a los comandantes de los navíos de guerra surtos en el puerto a que lo saludaran con cañonazos, a lo que estos se negaron, pues ese tipo de saludos estaba destinado a los marinos de alto rango con comando directo de barcos. Ontaneda, viendo el asunto por el lado disciplinario, quiso darle al principio la razón a Garezon y dispuso que se le ampliaran sus atribuciones, pero este continuó con su intransigencia, llegando incluso a arrestar a los jefes. Se dio entonces una resolución suprema por la que se desaprobaba la conducta de Garezon, que fue firmada por el mismo Ontaneda, quien poco después renunció aduciendo motivos de «delicadeza personal».
Luego fue comandante general de la Escuadra y director general de Marina. También sirvió en la Compañía Peruana de Vapores y presidió la Asociación Nacional Pro-Marina.
Como partidario de Augusto Leguía, su participación en el movimiento revolucionario de julio de 1919, fue decisiva, pues encabezó la rebelión en el Callao, junto con el diputado Alberto Secada y el coronel Moisés Cornejo, que estalló poco antes de la rebelión de Lima. Su éxito alentó a la gendarmería a asaltar el Palacio de Gobierno. De esa manera, pudo Leguía subir al poder, iniciando su segundo gobierno que después sería conocido como el Oncenio.
Cuando en diciembre de 1919 se creó el Ministerio de Marina, como entidad separada del antiguo Ministerio de Guerra y Marina, se convirtió en el primer titular de dicho despacho. Por entonces era capitán de navío. Su ascenso a contralmirante fue propuesto por el Congreso y aprobado por el Ejecutivo. En febrero de 1921 fue censurado por el Congreso, a raíz de un incidente protocolar suscitado con motivo de la visita de dos buques de la armada estadounidense del Atlántico. Según señala Jorge Basadre, fue uno de los dos casos de censura a un ministro que ocurrió bajo el Oncenio. Falleció al año siguiente.